# Werthenstein
Werthenstein (toponimo tedesco; anticamente Schwanden) è un comune svizzero di 2 168 abitanti del Canton Lucerna, nel distretto di Entlebuch.

## Storia
Nel 1853 ha inglobato il comune soppresso di Wolhusen-Markt e nel 1889 quello di Schachen.

## Monumenti e luoghi d'interesse
- Convento di Werthenstein, fondato nel 1518, con la chiesa parrocchiale di Nostra Signora eretta nel 1608-1612 su progetto di Anton Insenmann e ala conventuale costruita nel 1631-1636 su progetto di Niklaus Geisler[3];
- Werthensteinbrücke, ponte coperto in legno sulla Kleine Emme costruito nel 1775[3].

## Società

### Evoluzione demografica
L'evoluzione demografica è riportata nella seguente tabella (dal 1900 con Schachen e Wolhusen-Markt):
Abitanti censiti

## Economia
L'economia locale trae impulso principalmente dal settore primario.

## Infrastrutture e trasporti
Werthenstein è servito dalle stazioni di Werthenstein (che sorge nel territorio comunale di Ruswil) e di Schachen delle Ferrovie Federali Svizzere, sulla linea Berna-Lucerna.